# Sint Willebrord
Sint Willebrord est un village situé dans la commune néerlandaise de Rucphen, dans la province du Brabant-Septentrional. Le 1er janvier 2008, le village compte 9 312 habitants.
Avant 1841, Sint Willebrord s'appelait Het Heike.